# Fröken Casanova
Fröken Casanova är en tysk komedifilm med musikinslag från 1941 i regi av Theo Lingen. Filmen handlar om en operettuppsättning i Berlin som riskerar att stängas sedan polisen vid repetitionerna funnit kvinnornas scenkläder för vågade.

## Rollista
- Lizzi Waldmüller - Vera Waldner
- Fita Benkhoff - Frau Elisabeth Gerlack
- Irene von Meyendorff - Gerda
- Theo Lingen - Lepke
- Paul Kemp - Max
- Georg Alexander - Felix Lüdecke
- Paul Henckels - Geheimrat Schmidt
- Will Dohm - direktör Knoppe
- Karl Schönböck - Paul Rüdinger
- Hubert von Meyerinck - Rat Haschke
- Paul Westermeier - Scholte
- Jakob Tiedtke - Schlüssler
- Günther Lüders - Friese